# Malīj Maḩalleh (ort, lat 36,86, long 50,76)
Malīj Maḩalleh (persiska: Mīān Daj Maḩalleh, میان دج محله, مليج محله) är en ort i Iran.   Den ligger i provinsen Mazandaran, i den norra delen av landet, 140 km norr om huvudstaden Teheran. Antalet invånare är 253.
Terrängen runt Malīj Maḩalleh är platt åt nordost, men åt sydväst är den kuperad.  Närmaste större samhälle är Tonekābon, 10,9 km sydost om Malīj Maḩalleh. 